# Bajramovci
Bajramovci (ranije Barjamovci) su naseljeno mjesto u općini Kupres, Federacija Bosne i Hercegovine, BiH.

## Stanovništvo

### 1991.
Nacionalni sastav stanovništva 1991. godine, bio je sljedeći:
ukupno: 115
- Srbi - 114 (99,13%)
- ostali, neopredijeljeni i nepoznato - 1 (0,87%)

### 2013.
Nacionalni sastav stanovništva 2013. godine, bio je sljedeći:
ukupno: 12
- Srbi - 12 (100%)